# Коуэлл, Брендан
Бре́ндан Ко́уэлл (англ. Brendan Cowell; род. 16 октября 1976 года в Австралии) —   известный теле- и киноактёр, сценарист.

## Биография
Брендан рос в творческой семье Ивон и Брюса Коуэллов в пригороде Сиднея. В юном возрасте он уже устраивал театрализованные представления для своих близких. В 8 лет к нему пришло первое желание связать свою жизнь с актёрством, когда он ожидал старшую сестру Джеки (позднее ставшую звездой девичьей группы Girlfriend) с занятий в театральной студии. Вскоре он принял участие в съёмках рекламного ролика. В подростковом возрасте симпатичного и талантливого парня неоднократно использовали в рекламе и ТВ-постановках. Коуэлл окончил университет Чарльза Стерта в Батерсте, получив степень бакалавра театрального искусства. Долгое время Брендан хотел заняться журналистикой.
Впервые Брэндан Коуэлл появился на экранах в  сериале «Водяные крысы» (1996) в роли Джонатана Фримана. Большую известность  актёру принесли фильм «Шум» (2007), военная драма «Ниже холма 60», телесериал «Борджиа» и романтическая комедия «Я тоже тебя люблю» (2010). С 2010 года Брендан Коуэлл живёт в Сиднее.
Наиболее известный как актёр, Брендан является автором целого ряда сценариев и пьес. За пьесу «Кровать» в своё время он получил премию драматурга Патрика Уайта – самую престижную премию Австралии в своей области. Спектакли по ней до сих пор идут на сцене самых известных театров мира. За пьесу «Кролик» Коуэлл  получил награду Гриффина. Кроме того он написал несколько сценариев и снял короткометражный фильм.

## Личная жизнь
Около семи лет у Коуэлла были романтические отношения с актрисой Роуз Бирн. Пара распалась в 2010 году.

## Фильмография
| Год       |   | Русское название                      | Оригинальное название                  | Роль                  |
| --------- | - | ------------------------------------- | -------------------------------------- | --------------------- |
| 1996—2001 | с | Водяные крысы                         | Water Rats                             | Джонатан Фриман       |
| 1999      | ф | Монстр!                               | Monster!                               | Нэйт                  |
| 1999      | ф | Всегда готов                          | Kick                                   | Макка                 |
| 2000      | ф | Маска обезьяны                        | The Monkey's Mask                      | Хейден                |
| 2001      | ф | Последняя война                       | To End All Wars                        | Уоллес Хэмилтон       |
| 2002      | ф | Молодые львы                          | Young Lions                            | Джейсон Дун           |
| 2004      | ф | Участь Салема                         | 'Salem's Lot                           | Дад Роджерс           |
| 2004—2007 | с | Люби как я хочу                       | Love My Way                            | Том Джексон           |
| 2006      | ф | Беспредел на окраине                  | Suburban Mayhem                        | интервьюер (озвучка)  |
| 2007      | ф | Шум                                   | Noise                                  | констебль Грэм МакГан |
| 2008      | ф | Три слепые мыши                       | Three Blind Mice                       | Гленн                 |
| 2008—2011 | с | На грани                              | Rush                                   | Блэйк Финчер          |
| 2009      | ф | Я тоже тебя люблю                     | I Love You Too                         | Джим                  |
| 2010      | ф | Ниже холма 60                         | Beneath Hill 60                        | Оливер Вудвард        |
| 2011      | ф | Уязвимые файлы: Человек, который ушёл | Underbelly Files: The Man Who Got Away | Бенни О'Коннелл       |
| 2011—2013 | с | Борджиа                               | The Borgias                            | иудей Маттаи          |
| 2012      | ф | Береги свои ноги!                     | Save Your Legs!                        | Рик                   |
| 2013      | ф | Майкл Хоу вне закона                  | The Outlaw Michael Howe                | британский солдат     |
| 2014      | ф | Дарвин — конечная остановка           | Last Cab to Darwin                     | владелец бара         |
| 2017      | с | Игра престолов                        | Game of Thrones                        | Харраг                |